# 川滇雀儿豆
川滇雀儿豆（学名：Chesneya polystichoides），为豆科雀儿豆属下的一个植物种。